# 나카가와 게이치
나카가와 게이치(일본어: 中川 慶一, 1980년 12월 31일~)는 일본의 남성 성우이다.